# Pizza napolitana
La pizza napolitana, de massa tendra i prima però vores altes, és la versió pròpia de la cuina napolitana de la pizza rodona. Sota la denominació pizza napoletana verace artigianale (‘pizza napolitana autèntica artesanal’) està reconeguda com a producte agroalimentari tradicional italià.

## Origen
Les primeres referències conservades sobre pizza napolitana daten de 1715 a 1725. Vincenzo Corrado va escriure a mitjan segle xviii un tractat sobre els hàbits alimentaris de la ciutat de Nàpols, on va observar que la gent tenia el costum de guarnir la pizza i els macarrons amb tomàquet. La combinació d'aquests productes i els seus comentaris van donar de fet inici a la reputació gastronòmica de Nàpols i van atribuir a Corrado un paper important en la història de la gastronomia. Aquestes mateixes observacions suposen la data de naixement de la pizza napolitana.
Les primeres pizzeries van aparèixer a Nàpols durant el segle xix i fins a mitjans de segle XX eren un fenomen exclusiu d'aquesta ciutat.

## Descripció i elaboració
La peculiaritat de la pizza napolitana es deu principalment a la seva base, que ha de preparar-se amb massa de pa tendra i elàstica, estirada a mà en forma de disc sense tocar les vores, que durant la cocció formaran una vora (cornicioni) d'1 o 2 cm, mentre que en el centre la massa tindrà uns 3 mm d'altura. Un pas ràpid per un forn molt calent ha de deixar-la humida i suau, no massa cuita.
En la tradició de la cuina napolitana es contemplen dues opcions de pizza:
- Marinera (marinés): amb tomàquet, all, orenga i oli d'oliva.[2]
- Margarita (Margherita): amb tomàquet, mozzarella en tires, mozzarella de búfala campana en glaçons o fior di latte, alfàbrega i oli extravirgen d'oliva.

### Variants
Encara que tradicionalment només es consideren les dues variants anteriors (Margarita i marinera), hi ha altres tipus que s'elaboren amb diferents ingredients. No és possible enumerar les varietats de pizzes que a poc a poc s'han anat inventant, ja que cada pizzeria actua segons el seu propi criteri, però algunes de les variants més comunes de pizza són:
- Capritxosa (capricciosa): tomàquet, mozzarella, Grana Padano ratllat, alfàbrega, xampinyons, carxofa, pernil cuit, olives i oli. Fora de Nàpols se li afegeix a vegades anxova i ou dur.
- Quatre estacions (quattro stagioni): normalment els mateixos ingredients que la capritxosa, disposats en els quatre quadrants en què es divideix la pizza, a vegades amb algunes tires fines de massa per a separar-los.
- Quatre formatges (quattro formaggi): tomàquet, mozzarella, altres formatges al gust i alfàbrega. En general, sobretot en el nord d'Itàlia, s'empra el gorgonzola. A Nàpols és predominantment blanca (bianca), és a dir sense tomàquet.
- Napolitana (napoletana) o, a Nàpols, romana: tomàquet, mozzarella, anxoves, orenga, tàperes i oli.

### Cocció
D'acord amb el plec de condicions de la definició de les normes internacionals per a l'obtenció de la marca «Pizza Napolitana» la cocció ha de realitzar-se a uns 485 °C durant uns 90 segons.